# Индийский океан
Инди́йский океа́н — третий по площади и глубине океан Земли, составляющий около 20 % её водной поверхности. Его площадь — 76,174 миллиона км², объём — 282,65 млн км³. Самая глубокая точка океана находится в Зондском жёлобе (7729 метров).
На севере омывает Азию, на западе — Африку, на востоке — Австралию; на юге граничит с Антарктидой (согласно другой точке зрения, с Южным океаном). Граница с Атлантическим океаном проходит по 20° меридиану восточной долготы; с Тихим — по 146°55′ меридиану восточной долготы. Самая северная точка Индийского океана находится примерно на 30° северной широты в Персидском заливе. Ширина Индийского океана составляет приблизительно 10 000 км между южными точками Австралии и Африки. По площади он превосходит любой из континентов.

## Этимология
Древние греки известную им западную часть океана с прилегающими морями и заливами называли Эритрейским морем (др.-греч. Ἐρυθρά θάλασσα — Красное, а в старых русских источниках — Чермное море). Постепенно это название стали относить только к ближайшему морю, а океан получает название по Индии, наиболее известной в то время своими богатствами стране на берегах океана. Так, Александр Македонский в IV веке до н. э. называет его Индикон пелагос (др.-греч. Ἰνδικόν πέλαγος) — «Индийское море». У арабов он известен как Бар-эль-Хинд (современное араб. المحيط الهندي‎ — аль-му̣хӣ̣т аль-һиндий) — «Индийский океан». С XVI века утвердилось введённое римским учёным Плинием Старшим ещё в I веке название Океанус Индикус (лат. Oceanus Indicus) — Индийский океан.

## Физико-географическая характеристика

### Общие сведения
Индийский океан главным образом расположен к югу от тропика Рака между Евразией на севере, Африкой на западе, Австралией на востоке и Антарктидой на юге. Граница с Атлантическим океаном проходит по меридиану мыса Игольный (20° в. д. до побережья Антарктиды (Земля Королевы Мод)). Граница с Тихим океаном проходит: южнее Австралии — по восточной границе Бассова пролива до острова Тасмания, далее по меридиану 146°55′ в. д. до Антарктиды; севернее Австралии — между Андаманским морем и Малаккским проливом, далее по юго-западному берегу острова Суматра, Зондскому проливу, южному берегу острова Ява, южным границам морей Бали и Саву, северной границе Арафурского моря, юго-западным берегом Новой Гвинеи и западной границе Торресова пролива. Иногда южную часть океана, с северной границей от 35° ю. ш. (по признаку циркуляции воды и атмосферы) до 60° ю. ш. (по характеру рельефа дна), относят к Южному океану.

### Моря, заливы, острова
Площадь морей, заливов и проливов Индийского океана составляет 11,68 миллиона км² (15 % от общей площади океана), объём 26,84 миллиона км³ (9,5 %). Моря и основные заливы располагающиеся вдоль побережья океана (по часовой стрелке): Красное море, Аравийское море (Аденский залив, Оманский залив, Персидский залив), Лаккадивское море, Бенгальский залив, Андаманское море, Тиморское море, Арафурское море (залив Карпентария), Большой Австралийский залив, море Моусона, море Дейвиса, море Содружества, Море Космонавтов (последние четыре иногда относят к Южному океану).
Некоторые острова — например, Мадагаскар, Сокотра, Мальдивские — являются фрагментами древних материков, другие — Андаманские, Никобарские или остров Рождества — имеют вулканическое происхождение. Крупнейший остров Индийского океана — Мадагаскар (590 тысяч км²). Крупнейшие острова и архипелаги: Тасмания, Шри-Ланка, архипелаг Кергелен, Андаманские острова, Мелвилл, Маскаренские острова (Реюньон, Маврикий), Кенгуру, Ниас, Ментавайские острова (Сиберут), Сокотра, Грут-Айленд, Коморские острова, острова Тиви (Батерст), Занзибар, Симёлуэ, острова Фюрно (Флиндерс), Никобарские острова, Кешм, Кинг, острова Бахрейн, Сейшельские острова, Мальдивские острова, архипелаг Чагос.

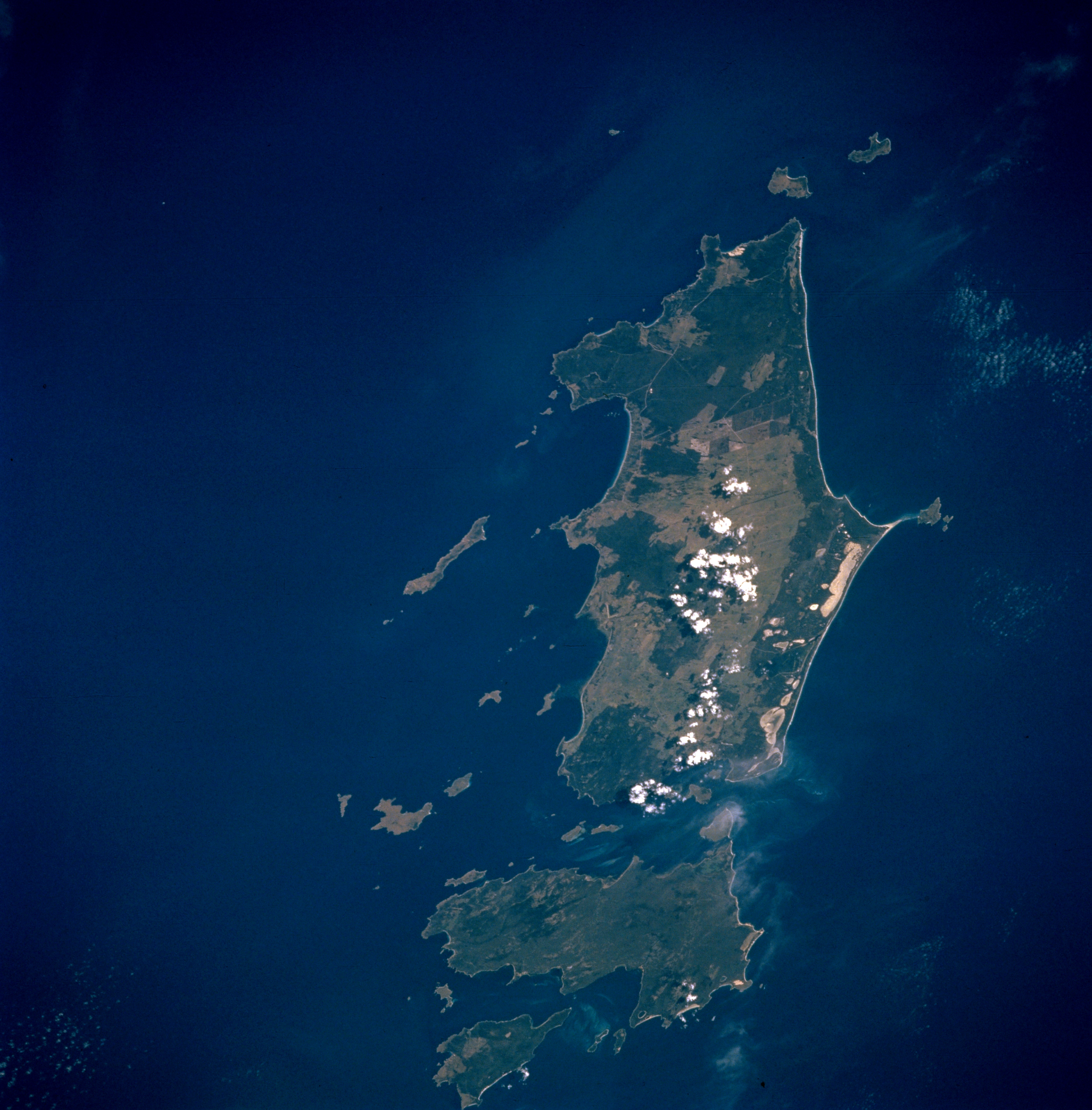
Остров Флиндерс
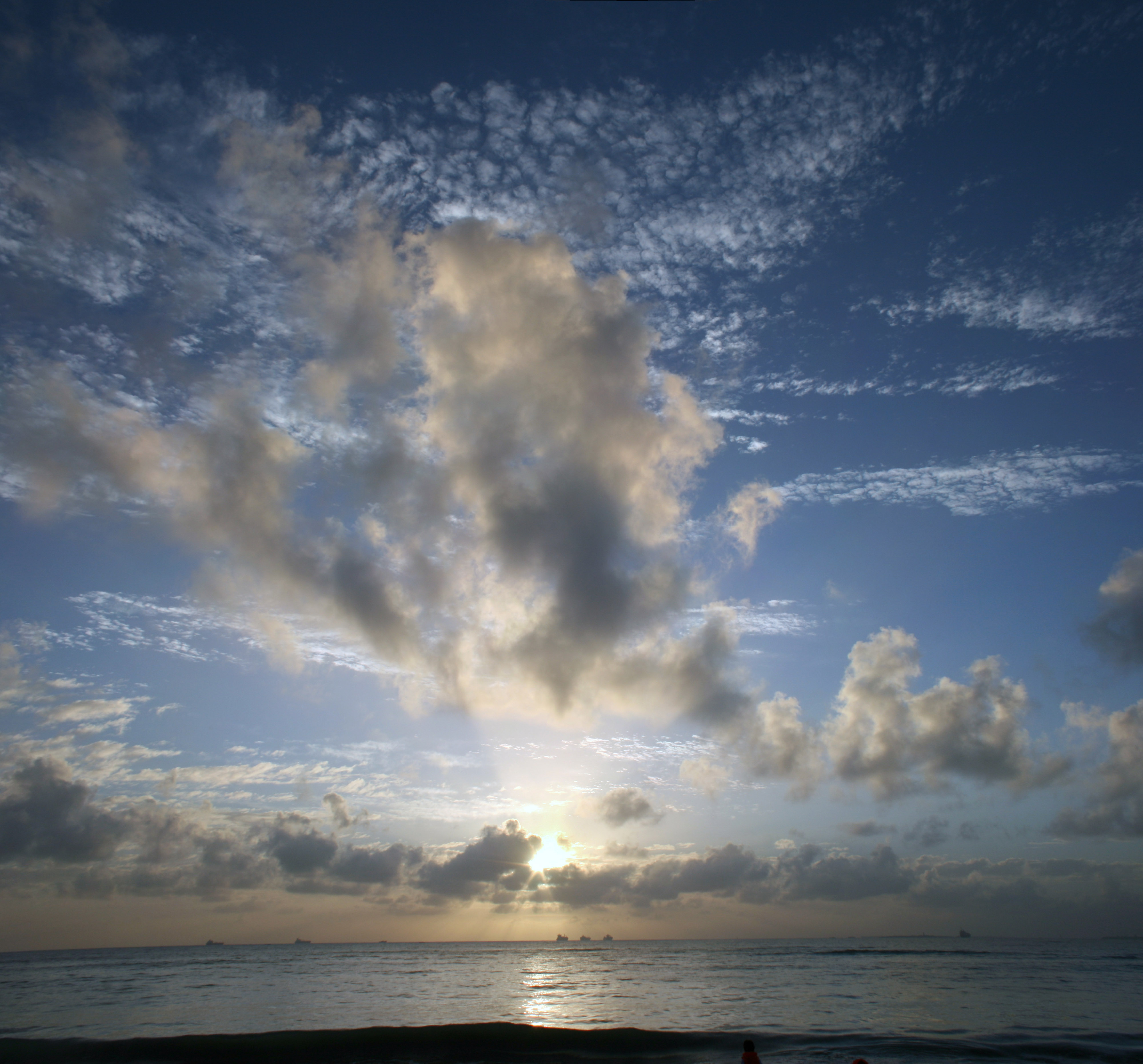
Вид на океан с побережья Танзании
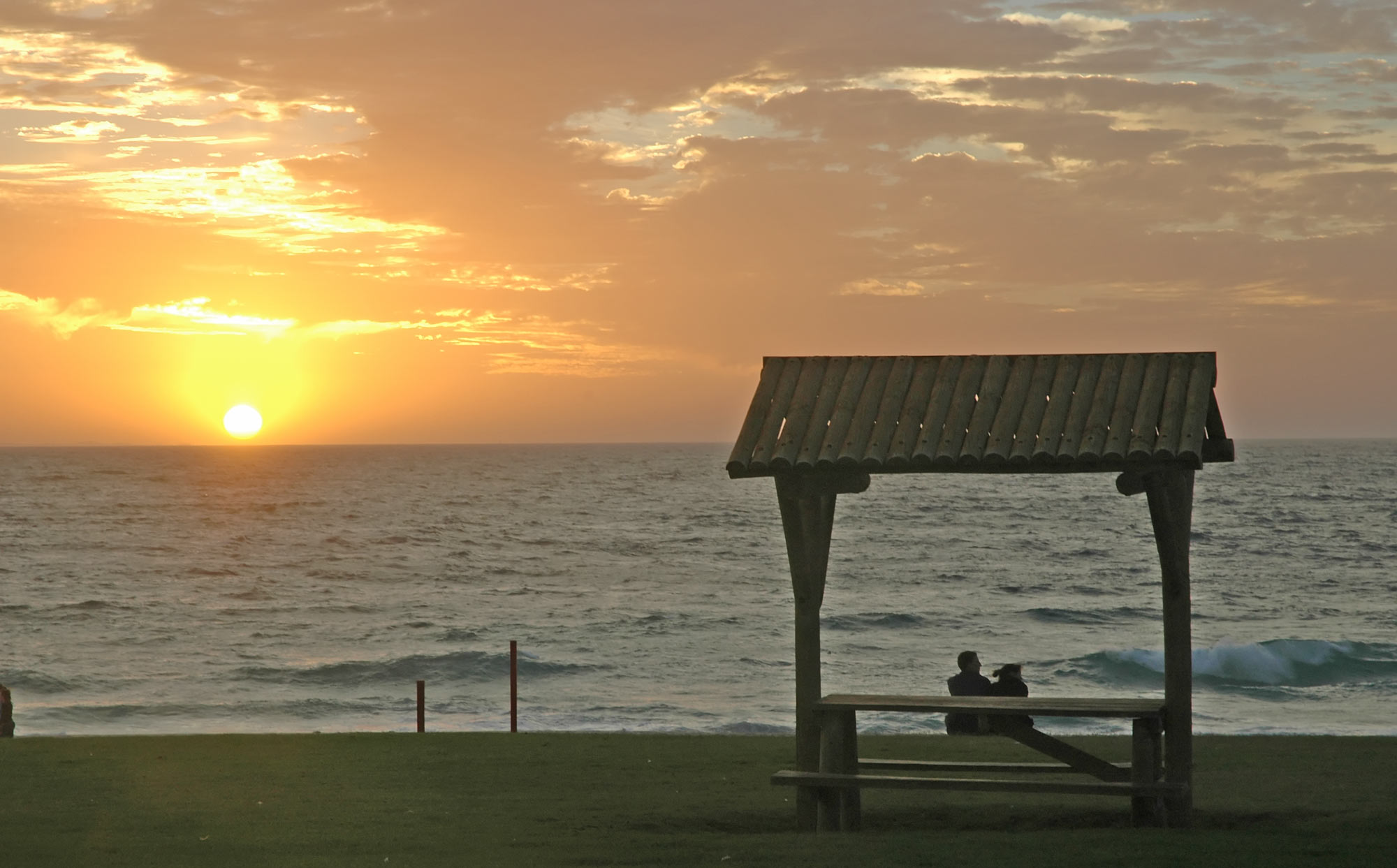
Заход солнца на пляже в Австралии
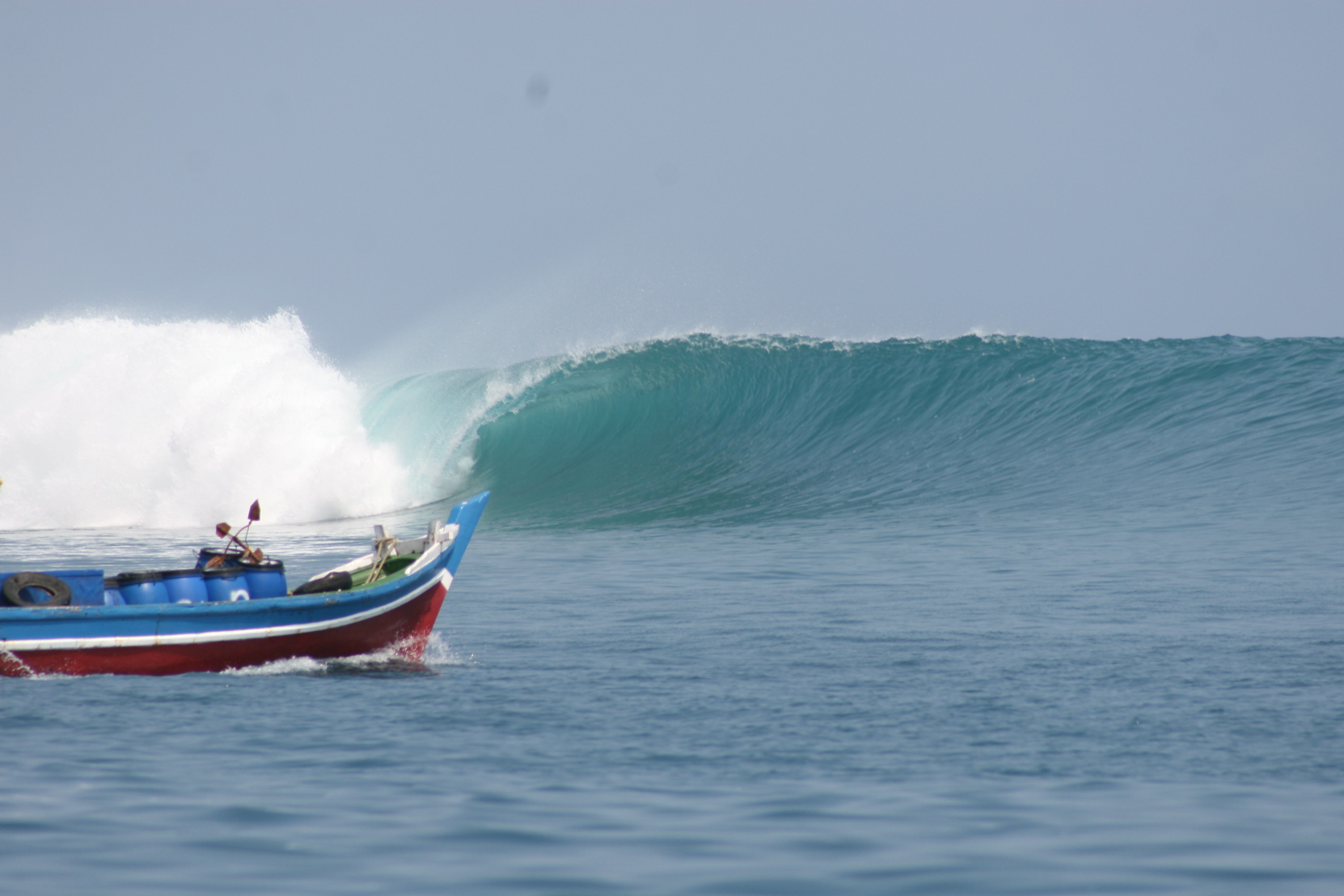
Национальный парк Уджунг Кулон, Индонезия

### История формирования океана
В раннеюрское время древний суперконтинент Гондвана начал раскалываться. В результате образовались Африка с Аравией, Индостан и Антарктида с Австралией. 

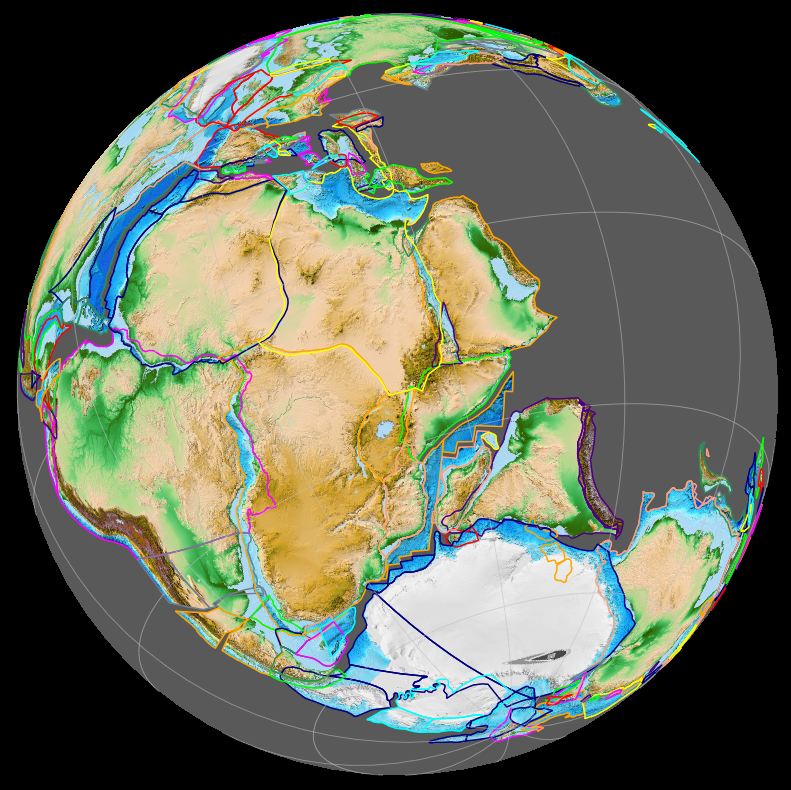
Индостан с Мадагаскаром 150 млн лет назад; первая океаническая кора между Мадагаскаром и Африкой

Процесс завершился на рубеже юрского и мелового периодов (140—130 миллионов лет назад), и начала образовываться молодая впадина современного Индийского океана.

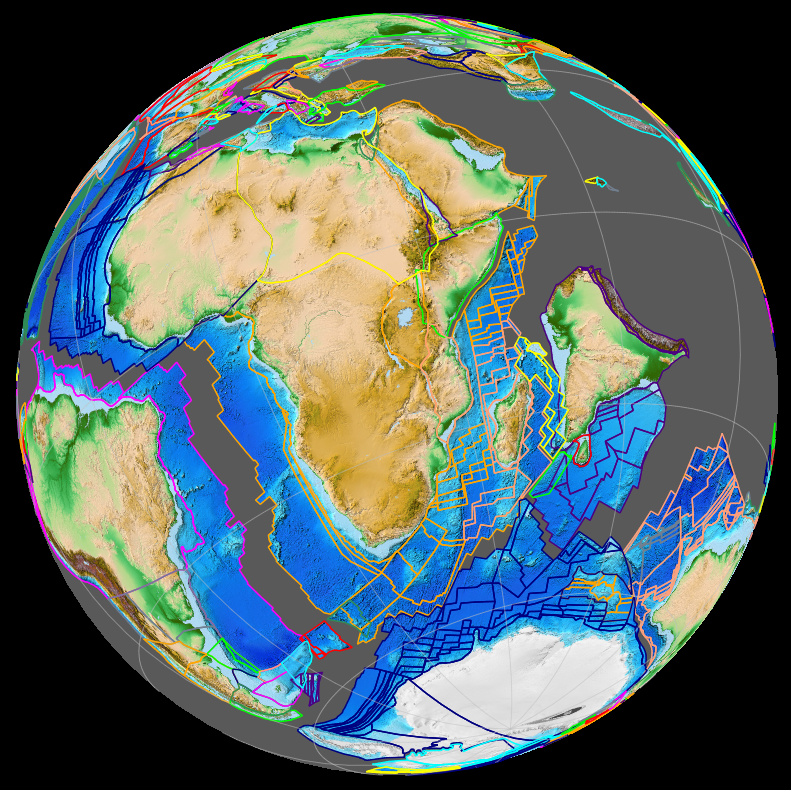
Открытие западной части Индийского океана 70 млн лет назад: первая океаническая кора между Индией и Мадагаскаром

В меловой период дно океана разрасталось за счёт перемещения Индостана к северу и сокращения площади океанов Тихого и Тетиса. В позднемеловое время начался раскол единого Австрало-Антарктического материка. В это же время в результате образования новой рифтовой зоны Аравийская плита откололась от Африканской, и образовались Красное море и Аденский залив. В начале кайнозойской эры прекратилось разрастание Индийского океана в сторону Тихого, но продолжилось в сторону моря Тетис. В конце эоцена — начале олигоцена произошло столкновение Индостанской плиты с Азиатским континентом.
Сегодня движение тектонических плит продолжается. Осью этого движения являются срединно-океанические рифтовые зоны Африканско-Антарктического хребта, Центрально-Индийского хребта и Австрало-Антарктического поднятия. Австралийская плита продолжает движение на север со скоростью 5—7 см в год. В том же направлении со скоростью 3—6 см в год продолжает движение Индийская плита. Аравийская плита движется на северо-восток со скоростью 1—3 см в год. От Африканской плиты продолжает откалываться Сомалийская плита по Восточно-Африканской рифтовой зоне, которая движется со скоростью 1—2 см в год в северо-восточном направлении. 26 декабря 2004 года в Индийском океане у острова Симёлуэ, расположенного возле северо-западного берега острова Суматры (Индонезия), произошло самое крупное за всю историю наблюдений землетрясение магнитудой до 9,3. Причиной послужил сдвиг около 1200 км (по некоторым оценкам — 1600 км) земной коры на расстояние в 15 м вдоль зоны субдукции, в результате чего Индостанская плита сдвинулась под Бирманскую плиту. Землетрясение вызвало цунами, принёсшее громадные разрушения и огромное количество погибших (до 300 тысяч человек).

### Геологическое строение и рельеф дна

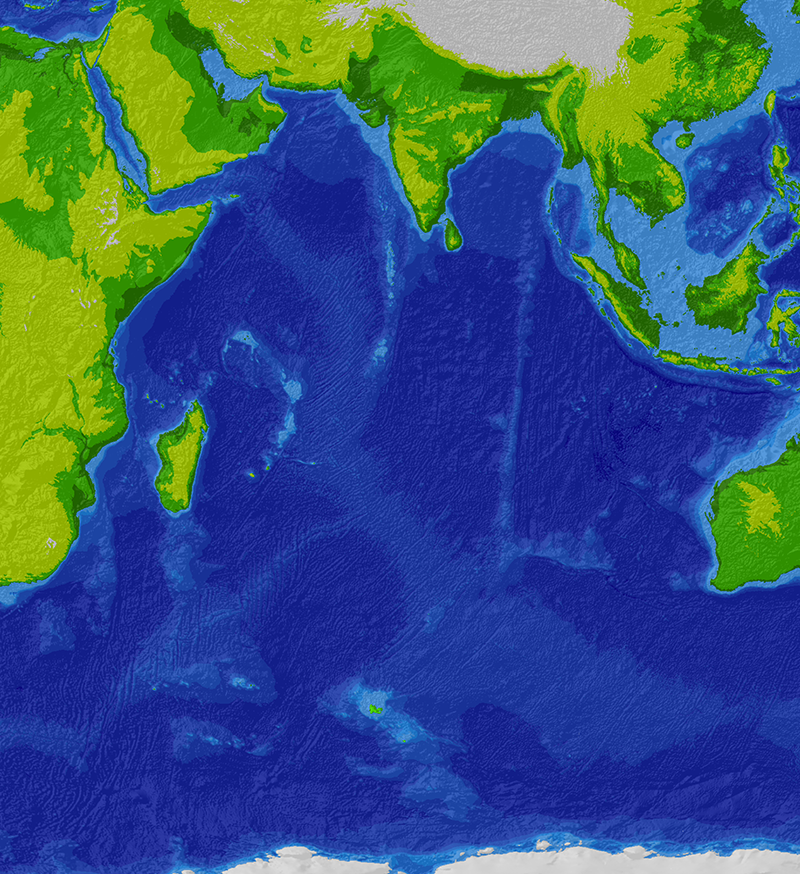
Карта глубин Индийского океана

#### Срединно-океанические хребты
Срединно-океанические хребты делят дно Индийского океана на три сектора: Африканский, Индо-Австралийский и Антарктический. Выделяются пять срединно-океанических хребтов: Западно-Индийский, Аравийско-Индийский, Центральноиндийский, Восточно-Индийский хребты и Австрало-Антарктическое поднятие. Западно-Индийский хребет расположен в юго-западной части океана. Для него характерны подводный вулканизм, сейсмичность, кора рифтогенального типа и рифтовая структура осевой зоны, его секут несколько океанических разломов субмеридионального простирания. В районе острова Родригес (Маскаренский архипелаг) существует так называемое тройное соединение, где система хребтов разделяется к северу на Аравийско-Индийский хребет и к юго-западу на Центральноиндийский хребет. Аравийско-Индийский хребет сложен из ультраосновных пород, выявлен ряд секущих разломов субмеридионального простирания, с которыми связаны очень глубокие впадины (океанические троги) с глубинами до 6,4 км. Северную часть хребта пересекает самый мощный разлом Оуэн, по которому северный отрезок хребта испытал смещение на 250 км к северу. Далее на запад рифтовая зона продолжается в Аденском заливе и на северо-северо-западе в Красном море. Здесь рифтовая зона сложена карбонатными отложениями с вулканическими пеплами. В рифтовой зоне Красного моря обнаружены толщи эвапоритов и металлоносных илов, связанные с мощными горячими (до 70 °C) и очень солёными (до 350 ‰) ювенильными водами.
В юго-западном направлении от тройного соединения простирается Центральноиндийский хребет, имеющий хорошо выраженную рифтовую и фланговые зоны, заканчивающийся на юге вулканическим плато Амстердам с вулканическими островами Сен-Поль и Амстердам. От этого плато на востоко-юго-восток простирается Австрало-Антарктическое поднятие, имеющее вид широкого, слаборасчленённого свода. В восточной части поднятие расчленено серией меридиональных разломов на ряд сегментов, смещённых относительно друг друга в меридиональном направлении.

#### Африканский сегмент океана
Подводная окраина Африки имеет узкий шельф и чётко выраженный материковый склон с окраинными плато и материковым подножием. На юге Африканский континент образует выдвинутые на юг выступы: банку Агульяс, Мозамбикский и Мадагаскарский хребты, сложенные земной корой материкового типа. Материковое подножие образует расширяющийся к югу вдоль побережья Сомали и Кении наклонную равнину, которая продолжается в Мозамбикском проливе и окаймляет Мадагаскар с востока. По востоку сектора проходит Маскаренский хребет, в северной части которого находятся Сейшельские острова.
Поверхность ложа океана в секторе, особенно вдоль срединно-океанических хребтов, расчленена многочисленными грядами и ложбинами, связанными с зонами разломов субмеридионального направления. Встречается много подводных вулканических гор, большинство из которых надстроено коралловыми надстройками в виде атоллов и подводных коралловых рифов. Между горными поднятиями находятся котловины ложа океана с холмистым и горным рельефом: Агульяс, Мозамбикская, Мадагаскарская, Маскаренская и Сомалийская. В Сомалийской и Маскаренской котловинах сформированы обширные плоские абиссальные равнины, куда поступает значительный объём терригенного и биогенного осадочного материала. В Мозамбикской котловине располагается подводная долина реки Замбези с системой конусов выноса.

#### Индо-Австралийский сегмент океана
Индо-Австралийский сегмент занимает половину площади Индийского океана. На западе в меридиональном направлении проходит Мальдивский хребет, на вершинной поверхности которого расположены острова Лаккадивские, Мальдивские и Чагос. Хребет сложен корой континентального типа. Вдоль побережья Аравии и Индостана протянулись очень узкий шельф, узкий и крутой материковый склон и очень широкое материковое подножие, в основном образованное двумя гигантскими конусами выноса мутьевых потоков рек Инд и Ганг. Эти две реки выносят в океан по 400 миллионов тонн обломочного материала. Индский конус далеко выдвинут в пределы Аравийской котловины. И только южная часть этой котловины занята плоской абиссальной равниной с отдельными подводными горами.
Почти точно по 90° в. д. на 4000 км с севера на юг протягивается глыбовый океанический Восточно-Индийский хребет. Между Мальдивским и Восточно-Индийским хребтами расположена Центральная котловина — самая крупная котловина Индийского океана. Её северную часть занимает Бенгальский конус выноса (от реки Ганг), к южной границе которого примыкает абиссальная равнина. В центральной части котловины расположен небольшой хребет Ланка и подводная гора Афанасия Никитина. К востоку от Восточно-Индийского хребта располагаются Кокосовая и Западно-Австралийская котловины, разделённые глыбовым субширотно ориентированным Кокосовым поднятием с островами Кокосовыми и Рождества. В северной части Кокосовой котловины имеется плоская абиссальная равнина. С юга она ограничена Западно-Австралийским поднятием, круто обрывающимся к югу и полого погружающимся под дно котловины к северу. С юга Западно-Австралийское поднятие ограничено крутым уступом, связанным с зоной разломов Диамантина. В зоне разломов сочетаются глубокие и узкие грабены (наиболее значительные — Обь и Диаматина) и многочисленные узкие горсты.
Переходная область Индийского океана представлена Андаманским жёлобом и глубоководным Зондским жёлобом, к которому приурочена максимальная глубина Индийского океана (7209 м). Внешним хребтом Зондской островной дуги являются подводный Ментавайский хребет и его продолжение в виде Андаманских и Никобарских островов.

#### Подводная окраина Австралийского материка
Северная часть австралийского континента окаймлена широким Сахульским шельфом со множеством коралловых построек. К югу этот шельф сужается и вновь расширяется у побережья южной Австралии. Материковый склон сложен краевыми плато (наиболее крупные из них — плато Эксмут и Натуралистов). В западной части Западно-Австралийской котловины располагаются поднятия Зенит, Кювье и другие, которые являются кусками континентальной структуры. Между южной подводной окраиной Австралии и Австрало-Антарктическим поднятием расположена небольшая Южно-Австралийская котловина, представляющая собой плоскую абиссальную равнину.

#### Антарктический сегмент океана
Антарктический сегмент ограничен Западно-Индийским и Центральноиндийским хребтами, а с юга — берегами Антарктиды. Под воздействием тектонических и гляциологических факторов шельф Антарктиды переуглублён. Широкий материковый склон прорезают крупные и широкие каньоны, по которым осуществляется сток переохлаждённых вод с шельфа в абиссальные впадины. Материковое подножие Антарктиды отличается широкой и значительной (до 1,5 км) мощностью рыхлых отложений.
Крупнейший выступ Антарктического материка — Кергеленское плато, а также вулканическое поднятие островов Принс-Эдуард и Крозе, которые делят Антарктический сектор на три котловины. На западе располагается Африканско-Антарктическая котловина, которая наполовину располагается в Атлантическом океане. Большая часть её дна — плоская абиссальная равнина. Расположенная севернее котловина Крозе отличается крупнохолмистым рельефом дна. Австрало-Антарктическая котловина, лежащая к востоку от Кергелена, в южной части занята плоской равниной, а в северной — абиссальными холмами.

#### Донные отложения
В Индийском океане преобладают известковые фораминиферово-кокколитовые отложения, занимающие более половины площади дна. Широкое развитие биогенных (в том числе коралловых) известковых отложений объясняется положением большой части Индийского океана в пределах тропических и экваториальных поясов, а также относительно небольшой глубиной океанических котловин. Многочисленные горные поднятия также благоприятны для образования известковых осадков. В глубоководных частях некоторых котловин (например, Центральной, Западно-Австралийской) залегают глубоководные красные глины. В экваториальном поясе характерны радиоляриевые илы. В южной холодной части океана, где условия для развития диатомовой флоры особенно благоприятны, представлены кремнистые диатомовые отложения. У антарктического берега отлагаются айсберговые осадки. На дне Индийского океана значительное распространение получили железомарганцевые конкреции, приуроченные главным образом к областям отложения красных глин и радиоляриевых илов.

### Климат
В данном регионе выделяются четыре климатических пояса, вытянутые вдоль параллелей. Под влиянием Азиатского континента в северной части Индийского океана устанавливается муссонный климат с частыми циклонами, перемещающимися в направлении побережий. Высокое атмосферное давление над Азией зимой вызывает образование северо-восточного муссона. Летом он сменяется влажным юго-западным муссоном, несущим воздух из южных районов океана. Во время летнего муссона часто бывает ветер силой более 7 баллов (с повторяемостью 40 %). Летом температура над океаном составляет 28—32 °C, зимой понижается до 18—22 °C.
В южных тропиках господствует юго-восточный пассат, который в зимнее время не распространяется севернее 10 °с. ш. Средняя годовая температура достигает 25 °C. В зоне 40—45°ю. ш. В течение всего года характерен западный перенос воздушных масс, особенно силён в умеренных широтах, где повторяемость штормовой погоды составляет 30—40 %. В средней части океана штормовая погода связана с тропическими ураганами. Зимой они могут возникать и в южной тропической зоне. Чаще всего ураганы возникают в западной части океана (до 8 раз в год), в районах Мадагаскара и Маскаренских островов. В субтропических и умеренных широтах летом температура достигает 10—22 °C, а зимой — 6—17 °C. От 45 градусов и южнее характерны сильные ветры. Зимой температура здесь колеблется от −16 °C до 6 °C, а летом — от −4 °C до 10 °C.
Максимальное количество осадков (2,5 тысячи мм) приурочено к восточной области экваториальной зоны. Здесь же отмечается повышенная облачность (более 5 баллов). Наименьшее количество осадков наблюдается в тропических районах южного полушария, особенно в восточной части. В северном полушарии большую часть года ясная погода характерна для Аравийского моря. Максимум облачности наблюдается в антарктических водах.

#### Циркуляция поверхностных вод
В северной части океана наблюдается сезонная смена течений, вызванная муссонной циркуляцией. Зимой устанавливается Северо-восточное муссонное течение, начинающееся в Бенгальском заливе. Южнее 10° с. ш. это течение переходит в Западное течение, пересекающее океан от Никобарских островов до берегов Восточной Африки. Далее оно разветвляется: одна ветвь идёт на север в Красное море, другая — на юг до 10° ю. ш. и, повернув на восток, даёт начало Экваториальному противотечению. Последнее пересекает океан и у берегов Суматры вновь разделяется на часть, уходящую в Андаманское море и основную ветвь, которая между Малыми Зондскими островами и Австралией направляется в Тихий океан. Летом юго-западный муссон обеспечивает перемещение всей массы поверхностных вод на восток, и Экваториальное противотечение исчезает. Летнее муссонное течение начинается у берегов Африки мощным Сомалийским течением, к которому в районе Аденского залива присоединяется течение из Красного моря. В Бенгальском заливе летнее муссонное течение разделяется на северное и южное, которое вливается в Южное Пассатное течение.
В южном полушарии течения носят постоянный характер, без сезонных колебаний. Возбуждаемое пассатами Южное Пассатное течение пересекает океан с востока на запад к Мадагаскару. Оно усиливается в зимнее (для южного полушария) время, за счёт дополнительного питания водами Тихого океана, поступающих вдоль северного берега Австралии. У Мадагаскара Южное Пассатное течение разветвляется, давая начало Экваториальному противотечению, Мозамбикскому и Мадагаскарскому течениям. Сливаясь юго-западнее Мадагаскара, они образуют тёплое течение Агульяс. Южная часть этого течения уходит в Атлантический океан, а часть вливается в течение Западных ветров. На подходе к Австралии от последнего отходит на север холодное Западно-Австралийское течение. В Аравийском море, Бенгальском и Большом Австралийском заливах и в приантарктических водах действуют местные круговороты.
Для северной части Индийского океана характерно преобладание полусуточного прилива. Амплитуды прилива в открытом океане невелики и в среднем составляют 1 м. В антарктической и субантарктической зонах амплитуда приливов уменьшается с востока на запад от 1,6 м до 0,5 м, а вблизи берегов возрастают до 2—4 м. Максимальные амплитуды отмечаются между островами, в мелководных заливах. В Бенгальском заливе величина прилива 4,2—5,2 м, вблизи Мумбаи — 5,7 м, у Янгона — 7 м, у северо-западной Австралии — 6 м, а в порту Дарвин — 8 м. В остальных районах амплитуда приливов порядка 1—3 м.
| Приход | Количество воды в тыс. км³ в год | Расход | Количество воды в тыс. км³ в год |
| --- | -------------------------------- | --- | -------------------------------- |
| Из Атлантического океана через разрез Африка — Антарктида (20° в. д.) с течением Западных Ветров (Антарктическим циркумполярным течением) | 4976                             | В Атлантический океан через разрез Африка — Антарктида (20° в. д.) с Прибрежным антарктическим течением, глубинными и придонными водами | 1692                             |
| Из Тихого океана через проливы индонезийских морей                                                                                        | 67                               | В Тихий океан через разрез Австралия — Антарктида (147° в. д.) с течением Западных Ветров (Антарктическим циркумполярным течением)      | 5370                             |
| Из Тихого океана через разрез Австралия — Антарктида (147° в. д.) с Прибрежным антарктическим течением, глубинными и придонными водами    | 2019                             | Испарение | 108                              |
| Осадки | 100                              | |                                  |
| Речной сток | 6                                | |                                  |
| Подземный сток | 1                                | |                                  |
| Поступление от таяния антарктических льдов                                                                                                | 1                                | |                                  |
| Всего | 7170                             | Всего | 7170                             |

#### Температура, солёность воды
В экваториальной зоне Индийского океана круглый год температура поверхностных вод около 28 °C как в западной, так и восточной частях океана. В Красном и Аравийском морях зимняя температура снижается до 20—25 °C, но летом в Красном море устанавливаются максимальные температуры для всего Индийского океана — до 30—31 °C. Высокие зимние температуры воды (до 29 °C) характерны для берегов северо-западной Австралии. В южном полушарии в тех же широтах в восточной части океана температура воды зимой и летом на 1—2° ниже, чем в западной. Температура воды ниже 0 °C в летнее время отмечается к югу от 60° ю. ш. Льдообразование в этих районах начинается в апреле и толщина припая к концу зимы достигает 1—1,5 м. Таяние начинается в декабре—январе, и к марту происходит полное очищение вод от припайных льдов. В южной части Индийского океана распространены айсберги, заходящие иногда севернее 40° ю. ш.
Максимальная солёность поверхностных вод наблюдается в Персидском заливе и Красном море, где она достигает 40—41 ‰. Высокая солёность (более 36 ‰) также наблюдается в южном тропическом поясе, особенно в восточных районах, а в северном полушарии также в Аравийском море. В соседнем Бенгальском заливе за счёт опресняющего влияния стока Ганга с Брахмапутрой и Иравади солёность снижается до 30—34 ‰. Повышенная солёность соотносится с зонами максимального испарения и наименьшего количества атмосферных осадков. Пониженная солёность (менее 34 ‰) характерна для приантарктических вод, где сказывается сильное опресняющее действие талых ледниковых вод. Сезонное различие солёности значительно только в антарктической и экваториальной зонах. Зимой опреснённые воды из северо-восточной части океана переносятся муссонным течением, образуя язык пониженной солёности вдоль 5° с. ш. Летом этот язык исчезает. В арктических водах в зимнее время солёность несколько повышается за счёт осолонения вод в процессе льдообразования. От поверхности ко дну океана солёность убывает. Придонные воды от экватора до арктических широт имеют солёность 34,7—34,8 ‰.

#### Водные массы
Воды Индийского океана разделяются на несколько водных масс. В части океана севернее 40° ю. ш. выделяют центральную и экваториальную поверхностные и подповерхностные водные массы и подстилающую их (глубже 1000 м) глубинную. На север до 15—20° ю. ш. распространяется центральная водная масса. Температура меняется с глубиной от 20—25 °C до 7—8 °C, солёность 34,6—35,5 ‰. Поверхностные слои севернее 10—15° ю. ш. составляют экваториальную водную массу с температурой 4—18 °C и солёностью 34,9—35,3 ‰. Эта водная масса отличается значительными скоростями горизонтального и вертикального перемещения. В южной части океана выделяются субантарктическая (температура 5—15 °C, солёность до 34 ‰) и антарктическая (температура от 0 до −1 °C, солёность из-за таяния льдов понижается до 32 ‰). Глубинные водные массы разделяют на: очень холодные циркуляционные, образующиеся путём опускания арктических водных масс и притока циркуляционных вод из Атлантического океана; южноиндийские, формирующиеся в результате опускания субарктических поверхностных вод; североиндийские, образующиеся плотными водами, вытекающими из Красного моря и Оманского залива. Глубже 3,5—4 тысяч м распространены донные водные массы, формирующиеся из антарктических переохлаждённых и плотных солёных вод Красного моря и Персидского залива.
Феномен неравномерного нагрева воды в западной и восточной части океана, впервые описанный в 1999 году, именуется Индоокеанским диполем. Наряду с Эль-Ниньо это один из основных факторов, определяющих климат Австралии.

## Флора и фауна
Флора и фауна Индийского океана необычайно разнообразны. Тропическая область выделяется богатством планктона. Особенно обильна одноклеточная водоросль триходесмиум (цианобактерии), из-за которой поверхностный слой воды сильно мутнеет и меняет свою окраску. Планктон Индийского океана отличает большое число светящихся ночью организмов: перидиней, некоторых видов медуз, гребневиков, оболочников. Обильно встречаются ярко окрашенные сифонофоры, в том числе ядовитые физалии. В умеренных и арктических водах главными представителями планктона являются копеподы, эуфаузиды и диатомеи. Наиболее многочисленными рыбами Индийского океана являются корифены, тунцы, нототениевые и разнообразные акулы. Из пресмыкающихся имеются несколько видов гигантских морских черепах, морские змеи, из млекопитающих — китообразные (беззубые и синие киты, кашалоты, дельфины), тюлени, морские слоны. Большинство китообразных обитают в умеренных и приполярных областях, где благодаря интенсивному перемешиванию вод возникают благоприятные условия для развития планктонных организмов. Птицы представлены альбатросами и фрегатами, а также несколькими видами пингвинов, населяющими побережья Южной Африки, Антарктиды и острова, лежащие в умеренном поясе океана.
Растительный мир Индийского океана представлен бурыми (саргассовые, турбинарии) и зелёными водорослями (каулерпа). Пышно развиваются также известковые водоросли литотамния и халимеда, которые участвуют вместе с кораллами в сооружении рифовых построек. В процессе деятельности рифообразующих организмов создаются коралловые платформы, достигающие иногда ширины в несколько километров. Типичным для прибрежной зоны Индийского океана является фитоценоз, образуемый мангровыми зарослями. Особенно такие заросли характерны для устьев рек и занимают значительные площади в Юго-Восточной Африке, на западном Мадагаскаре, в Юго-Восточной Азии и других районах. Для умеренных и приантарктических вод наиболее характерны красные и бурые водоросли, главным образом из групп фукусовых и ламинариевых, порфира, гелидиум. В приполярных областях южного полушария встречаются гигантские макроцистисы.
Зообентос представлен разнообразными моллюсками, известковыми и кремнёвыми губками, иглокожими (морские ежи, морские звёзды, офиуры, голотурии), многочисленными ракообразными, гидроидами, мшанками. В тропической зоне широко распространены коралловые полипы.

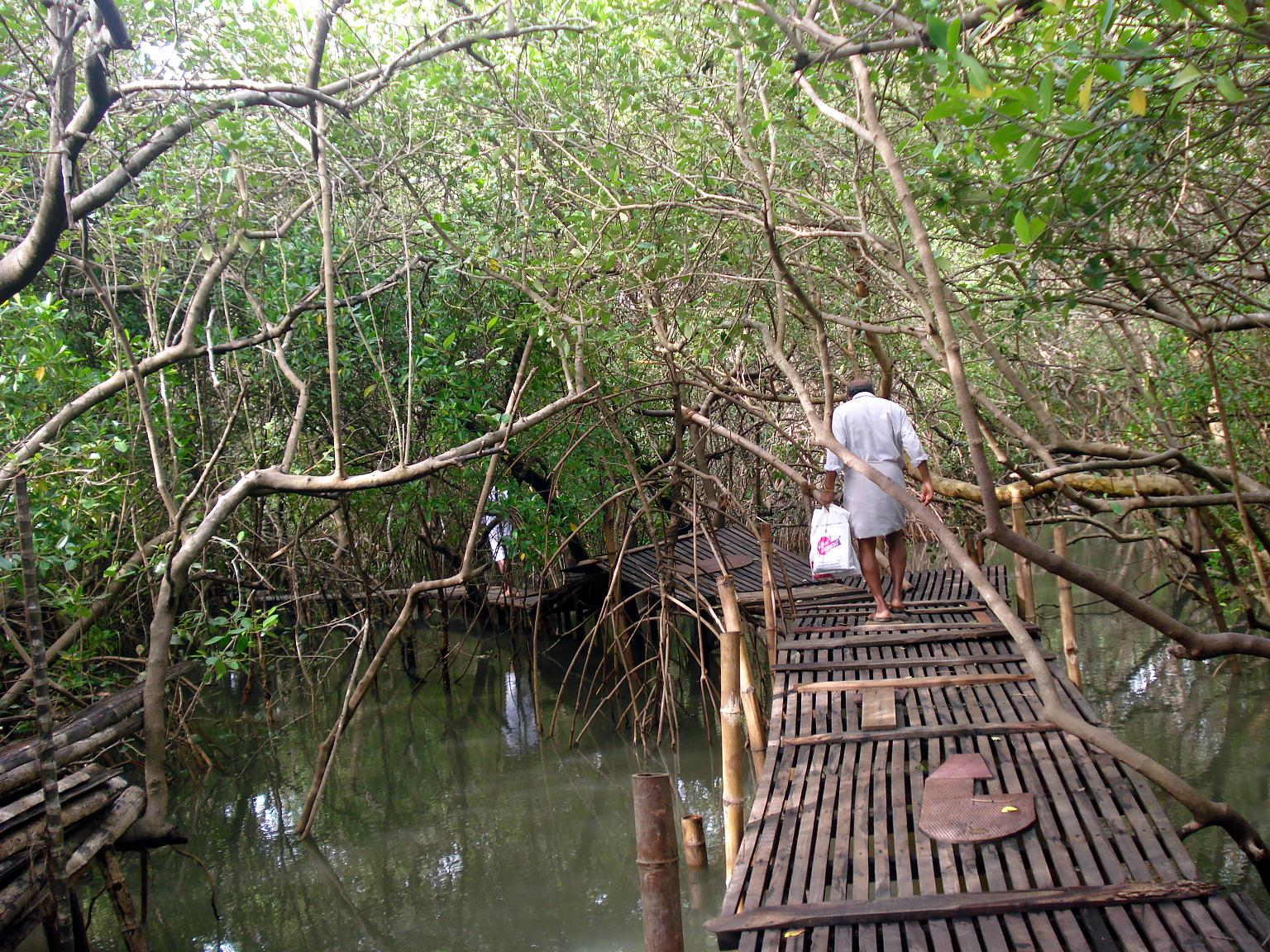
Мангровые заросли на юге Индии
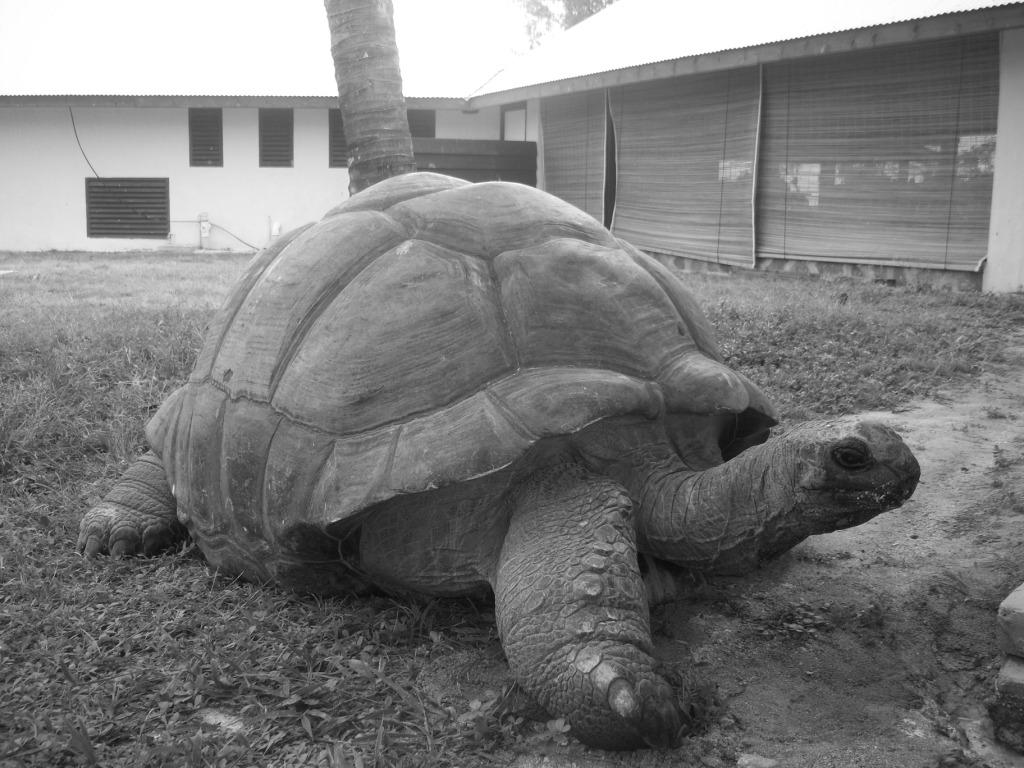
Эсмеральда, старейшая гигантская черепаха, живущая на Сейшельских островах
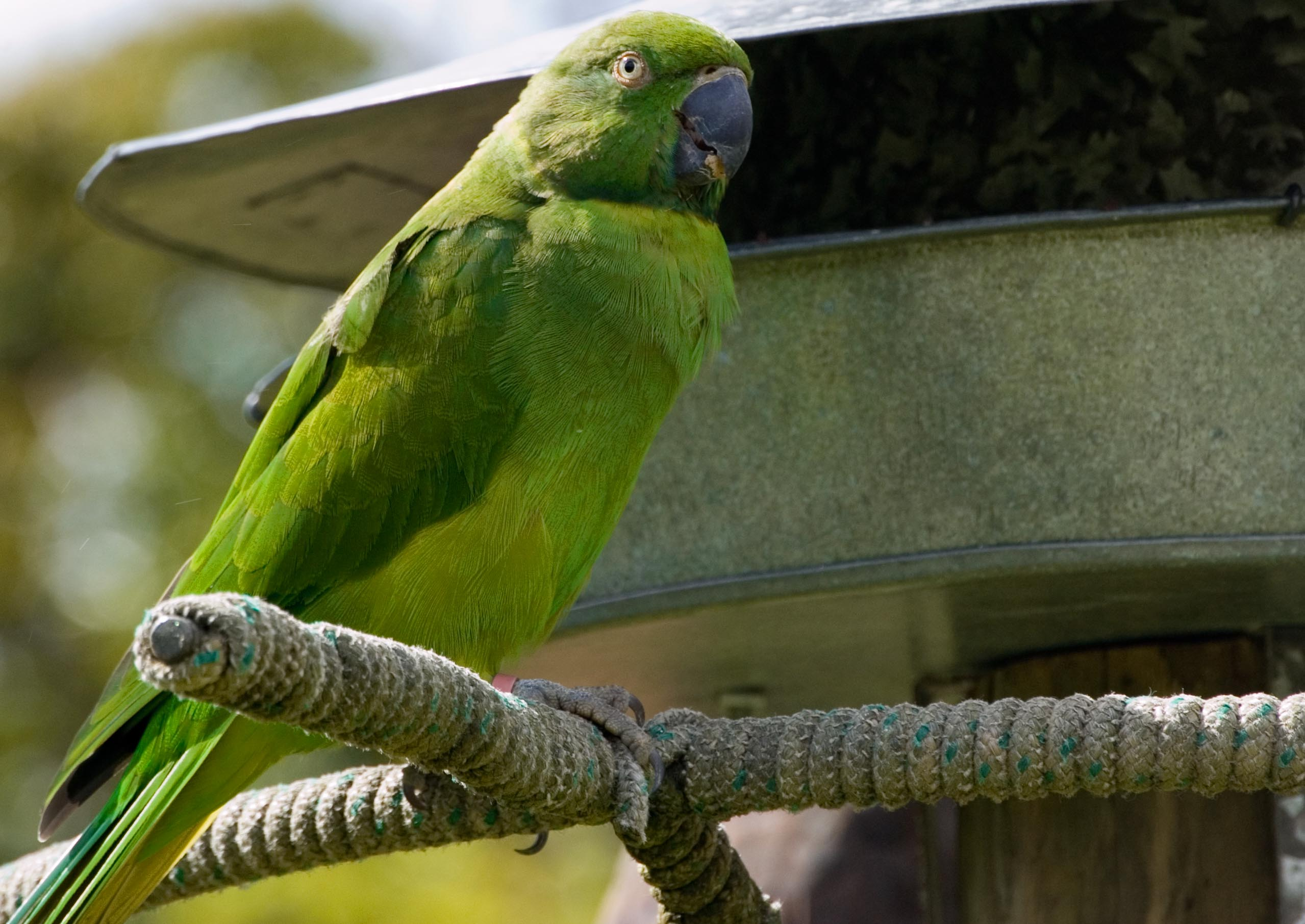
Маврикийский кольчатый попугай
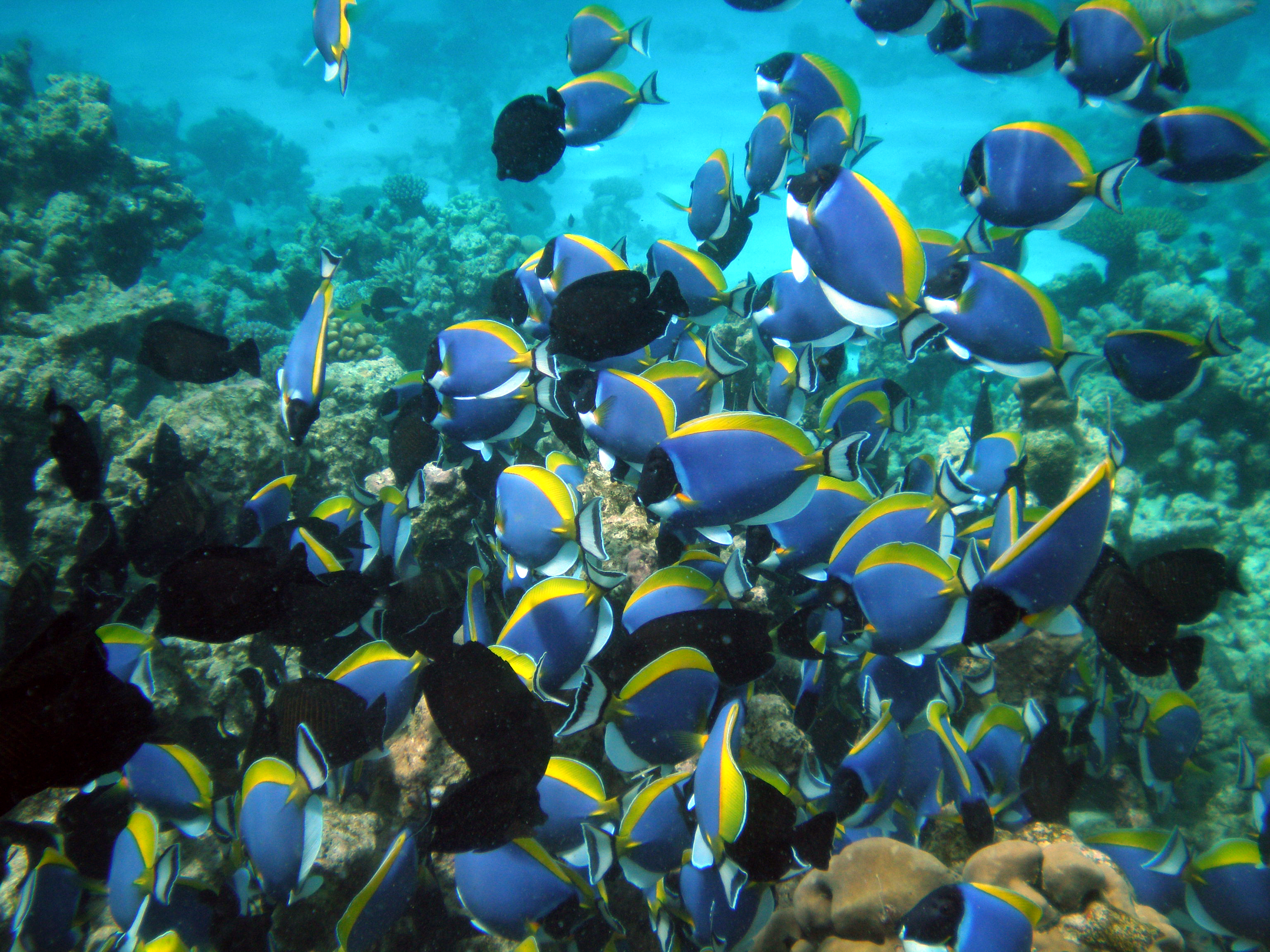
Коралловый риф у Мальдивских островов

## Экологические проблемы
Хозяйственная деятельность человека в Индийском океане привела к загрязнению его вод и сокращению биоразнообразия. В начале XX века некоторые виды китов оказались почти полностью истреблёнными, другие — кашалоты и сейвалы — ещё сохранились, но их количество сильно сократилось. С сезона 1985—1986 годов Международной комиссией по промыслу китов был введён полный мораторий на коммерческий китобойный промысел любых видов. В июне 2010 года на 62-м заседании Международной Китобойной Комиссии под давлением Японии, Исландии и Дании мораторий не был продлён. Символом вымирания и исчезновения видов стал Маврикийский дронт, уничтоженный к 1651 году на острове Маврикий. После того как он вымер, у людей впервые сформировалось мнение, что они могут вызвать вымирание и других животных.
Большую опасность в океане представляет загрязнение вод нефтью и нефтепродуктами (основными загрязнителями), некоторыми тяжёлыми металлами и отходами атомной промышленности. Через океан пролегают маршруты нефтетанкеров, транспортирующих нефть из стран Персидского залива. Любая крупная авария может привести к экологической катастрофе и гибели множества животных, птиц и растений.

## Государства Индийского океана
Государства вдоль границ Индийского океана (по часовой стрелке): Южно-Африканская Республика, Мозамбик, Танзания, Кения, Сомали, Джибути, Эритрея, Судан, Египет, Израиль, Иордания, Саудовская Аравия, Йемен, Оман, Объединённые Арабские Эмираты, Катар, Кувейт, Ирак, Иран, Пакистан, Индия, Бангладеш, Мьянма, Таиланд, Малайзия, Индонезия, Восточный Тимор, Австралия. В Индийском океане расположены островные государства и владения государств, не входящих в регион: Бахрейн, Британская территория в Индийском океане (Великобритания), Коморские Острова, Маврикий, Мадагаскар, Майотта (Франция), Мальдивы, Реюньон (Франция), Сейшельские Острова, Французские Южные и Антарктические территории (Франция), Шри-Ланка. Пять островных государств и владений в западной части акватории образуют Комиссию Индийского океана.

## История исследования

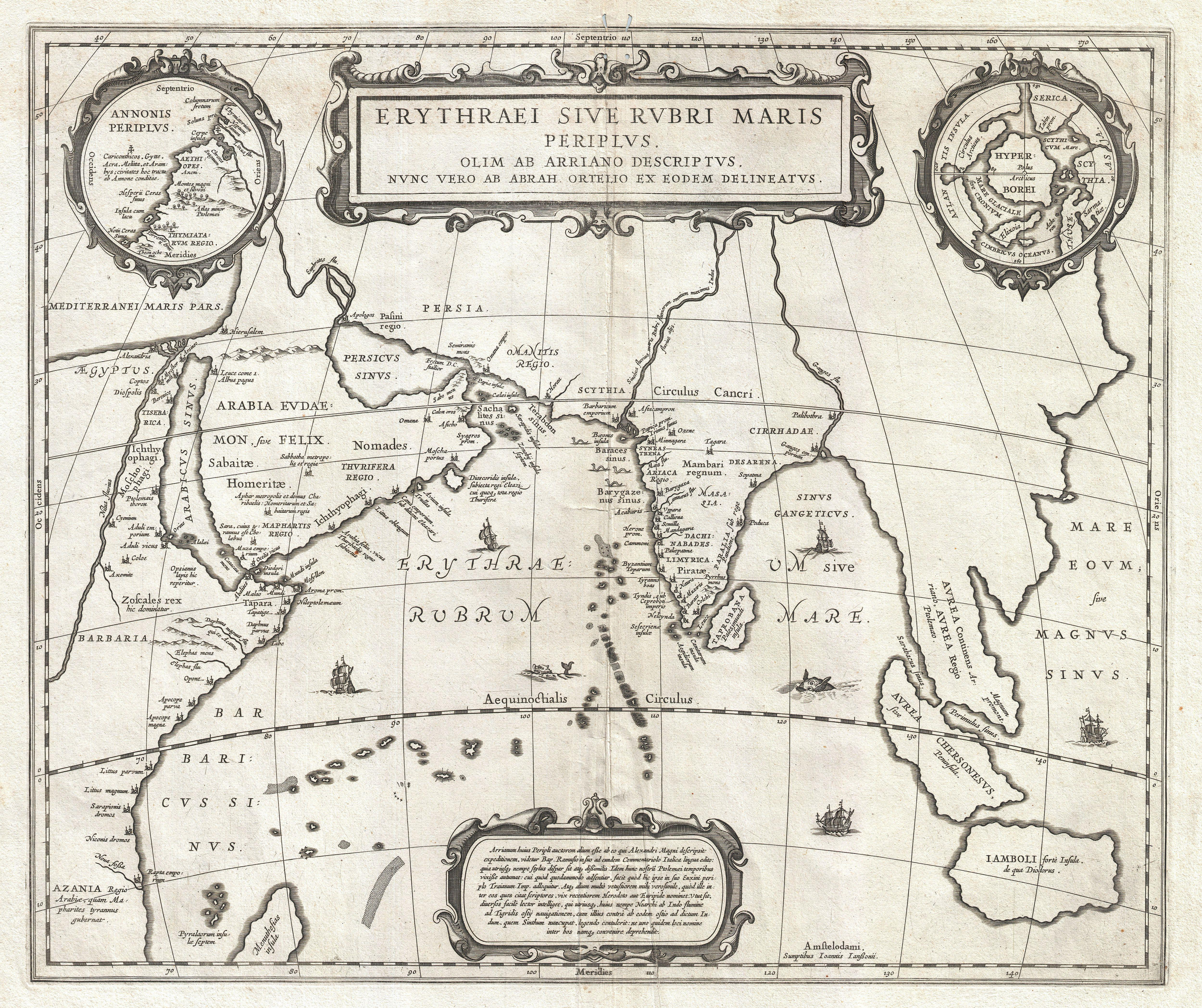
Карта Индийского океана. 1658 год

Берега Индийского океана — один из районов расселения древнейших народов и возникновения первых речных цивилизаций. В глубокой древности суда типа джонок и катамаранов использовались людьми для плавания под парусом, при попутных муссонах из Индии в Восточную Африку и обратно. Египтяне за 3500 лет до нашей эры вели оживлённую морскую торговлю со странами Аравийского полуострова, Индией и Восточной Африкой. Страны Месопотамии за 3000 лет до нашей эры совершали морские походы в Аравию и Индию. С VI века до нашей эры финикийцы, по свидетельству греческого историка Геродота, совершали морские походы из Красного моря по Индийскому океану в Индию и вокруг Африки. В VI—V веках до нашей эры персидские купцы вели морскую торговлю от устья реки Инд вдоль восточного побережья Африки. По окончании индийского похода Александра Македонского в 325 году до нашей эры греки огромным флотом с пятитысячной командой в тяжёлых штормовых условиях совершили многомесячное плавание между устьями рек Инда и Евфрата. Византийские купцы в IV—VI веках проникали на востоке в Индию, а на юге — в Эфиопию и Аравию. Начиная с VII века арабские мореходы начали интенсивное исследование Индийского океана. Они отлично изучили побережье Восточной Африки, Западной и Восточной Индии, островов Сокотра, Ява и Цейлон, посещали Лаккадивские и Мальдивские острова, острова Сулавеси, Тимор и другие.
В конце XIII века венецианский путешественник Марко Поло на обратном пути из Китая прошёл через Индийский океан от Малаккского до Ормузского пролива, посетив Суматру, Индию, Цейлон. Путешествие было описано в «Книге о разнообразии мира», которая оказала значительное влияние на мореплавателей, картографов, писателей Средневековья в Европе. Китайские джонки совершали походы вдоль азиатских берегов Индийского океана и достигали Восточных берегов Африки (например, семь путешествий Чжэн Хэ в 1405—1433 годах). Экспедиция под управлением португальского мореплавателя Васко да Гама, обогнув Африку с юга, пройдя вдоль восточного берега континента в 1498 году, достигла Индии. В 1642 году голландская торговая Ост-Индская компания организовала экспедицию из двух кораблей под командованием капитана Тасмана. В результате этой экспедиции была исследована центральная часть Индийского океана и было доказано, что Австралия — материк. В 1772 году британская экспедиция под командованием Джеймса Кука проникла на юг Индийского океана до 71° ю. ш., при этом был получен обширный научный материал по гидрометеорологии и океанографии.
С 1872 по 1876 годы проходила первая научная океаническая экспедиция на английском парусно-паровом корвете «Челленджер», были получены новые данные о составе вод океана, о растительном и животном мирах, о рельефе дна и грунтах, составлена первая карта глубин океана и собрана первая коллекция глубоководных животных. Кругосветная экспедиция на российском парусно-винтовом корвете «Витязь» 1886—1889 годов под руководством учёного-океанографа С. О. Макарова провела масштабную исследовательскую работу в Индийском океане. Большой вклад в исследование Индийского океана внесли океанографические экспедиции на немецких судах «Валькирия» (1898—1899) и «Гаусс» (1901—1903), на английском судне «Дисковери II» (1930—1951), советском экспедиционном судне «Обь» (1956—1958) и другие. В 1960—1965 под эгидой Межправительственной океанографической экспедицией при ЮНЕСКО была проведена международная Индоокеанская экспедиция. Она была самой крупной из всех экспедиций, когда-либо работавших в Индийском океане. Программа океанографических работ охватывала наблюдениями почти весь океан, чему способствовало участие в исследованиях учёных около 20 стран. В их числе: советские и зарубежные учёные на исследовательских судах «Витязь», «А. И. Воейков», «Ю. М. Шокальский», немагнитной шхуне «Заря» (СССР), «Наталь» (ЮАР), «Диамантина» (Австралия), «Кистна» и «Варуна» (Индия), «Зулфиквар» (Пакистан). В результате были собраны новые ценные данные по гидрологии, гидрохимии, метеорологии, геологии, геофизике и биологии Индийского океана. С 1972 года на американском судне «Гломар Челленджер» проводились регулярные глубоководные бурения, работы по изучению перемещения водных масс на больших глубинах, биологические исследования.
В последние десятилетия проводились многочисленные измерения океана с помощью космических спутников. Результатом явился выпущенный в 1994 году Американским Национальным Центром геофизических данных батиметрический атлас океанов с разрешением карт 3—4 км и точностью глубины ±100 м.
В 2014 году в южной части Индийского океана проводились масштабные поисковые работы в связи с катастрофой пассажирского самолёта Боинг-777 авиакомпании Malaysia Airlines. В районах поисков было проведено подробное картографирование морского дна, в результате чего были открыты новые подводные горы, хребты и вулканы.

## Экономическое и хозяйственное значение

### Рыболовство и морские промыслы
Значение Индийского океана для мирового рыболовного промысла невелико: уловы здесь составляют лишь 5 % от общего объёма. Главные промысловые рыбы здешних вод — тунец, сардина, камса, несколько видов акул, барракуды и скаты; ловят здесь также креветок, омаров и лангустов. Ещё недавно интенсивный в южных районах океана китобойный промысел быстро свёртывается, из-за почти полного истребления некоторых видов китов. На северо-западном берегу Австралии, в Шри-Ланка и на Бахрейнских островах добываются жемчуг и перламутр.

### Транспортные пути
Важнейшими транспортными путями Индийского океана являются маршруты из Персидского залива в Европу, Северную Америку, Японию и Китай, а также из Аденского залива в Индию, Индонезию, Австралию, Японию и Китай. Основные судоходные проливы Индийского пролива: Мозамбикский, Баб-эль-Мандебский, Ормузский, Зондский. Индийский океан соединяется искусственным Суэцким каналом со Средиземным морем Атлантического океана. В Суэцком канале и Красном море сходятся и расходятся все главнейшие грузопотоки Индийского океана. Крупные порты: Дурбан, Мапуту (вывоз: руда, уголь, хлопок, минеральное сырьё, нефть, асбест, чай, сахар-сырец, орехи кешью, ввоз: машины и оборудование, промышленные товары, продовольствие), Дар-эс-Салам (вывоз: хлопок, кофе, сизаль, алмазы, золото, нефтепродукты, орех кешью, гвоздика, чай, мясо, кожа, ввоз: промышленные товары, продовольствие, химикаты), Джидда, Салала, Дубай, Бендер-Аббас, Басра (вывоз: нефть, зерно, соль, финики, хлопок, кожа, ввоз: машины, лес, текстиль, сахар, чай), Карачи (вывоз: хлопок, ткани, шерсть, кожа, обувь, ковры, рис, рыба, ввоз: уголь, кокс, нефтепродукты, минеральные удобрения, оборудование, металлы, зерно, продовольствие, бумага, джут, чай, сахар), Мумбаи (вывоз: марганцевая и железная руды, нефтепродукты, сахар, шерсть, кожа, хлопок, ткани, ввоз: нефть, уголь, чугун, оборудование, зерно, химикалии, промышленные товары), Коломбо, Ченнаи (железная руда, уголь, гранит, удобрения, нефтепродукты, контейнеры, автомобили), Калькутта (вывоз: уголь, железная и медная руды, чай, ввоз: промышленные товары, зерно, продовольствие, оборудование), Читтагонг (одежда, джут, кожа, чай, химические вещества), Янгон (вывоз: рис, твёрдая древесина, цветные металлы, жмых, бобовые, каучук, драгоценные камни, ввоз: уголь, машины, продовольствие, ткани), Перт-Фримантл (вывоз: руды, глинозём, уголь, кокс, каустическая сода, фосфорное сырьё, ввоз: нефть, оборудование).

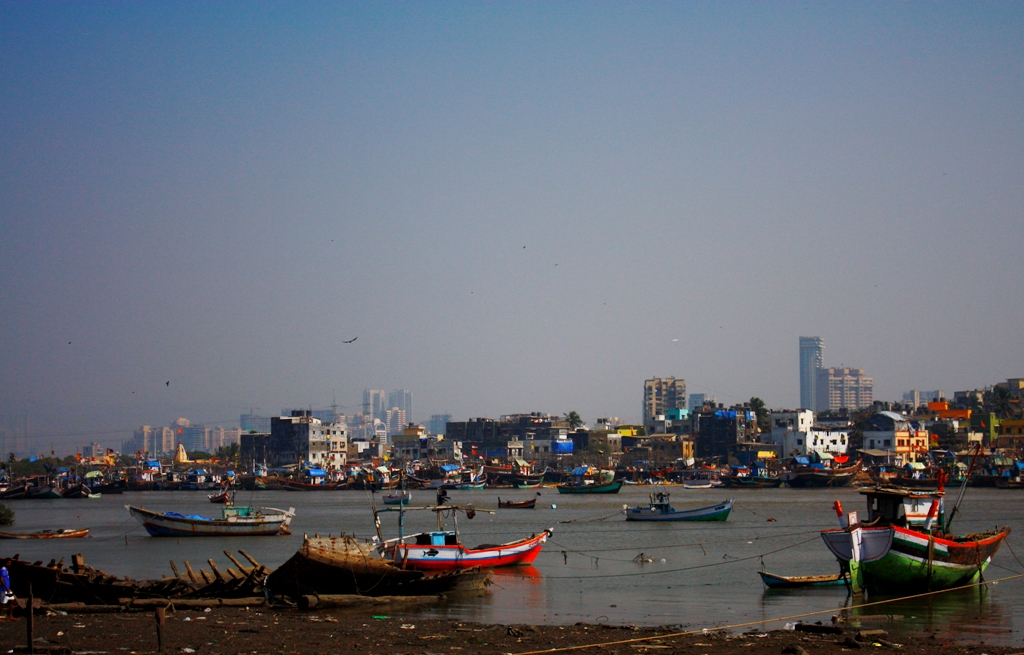
Порт Мумбаи, Индия
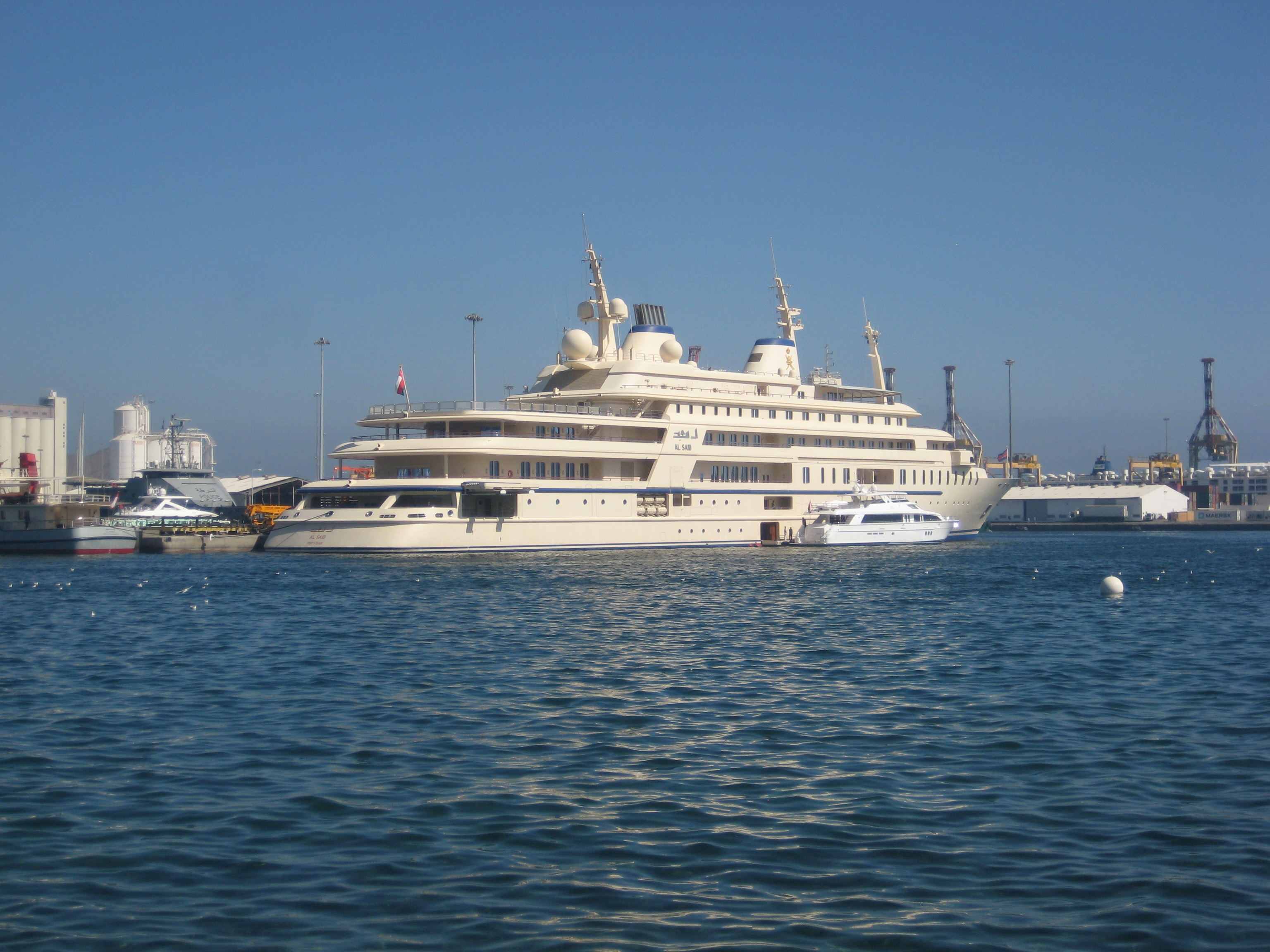
Яхта султана Омана, порт Маскат (Оман)
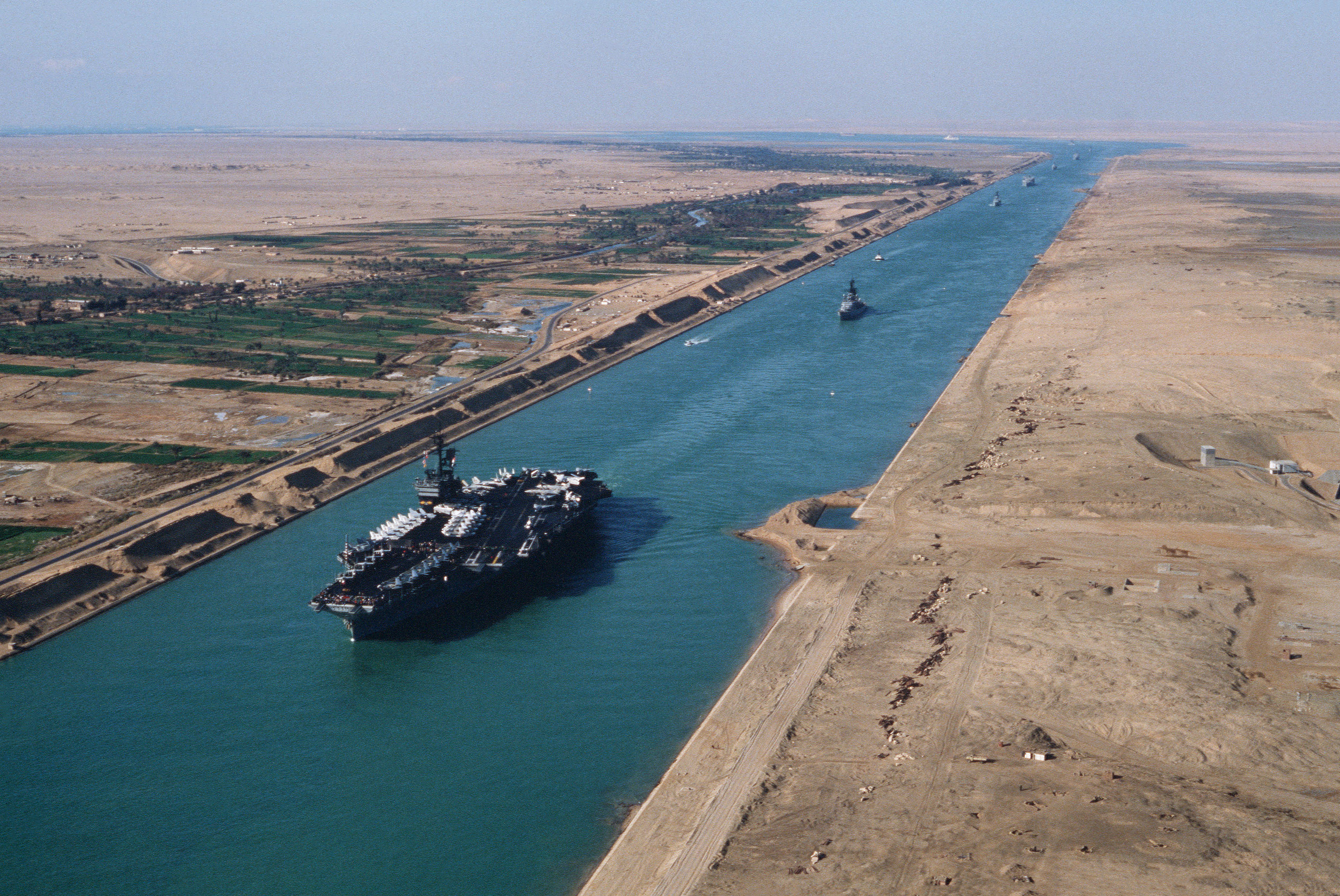
Суэцкий канал
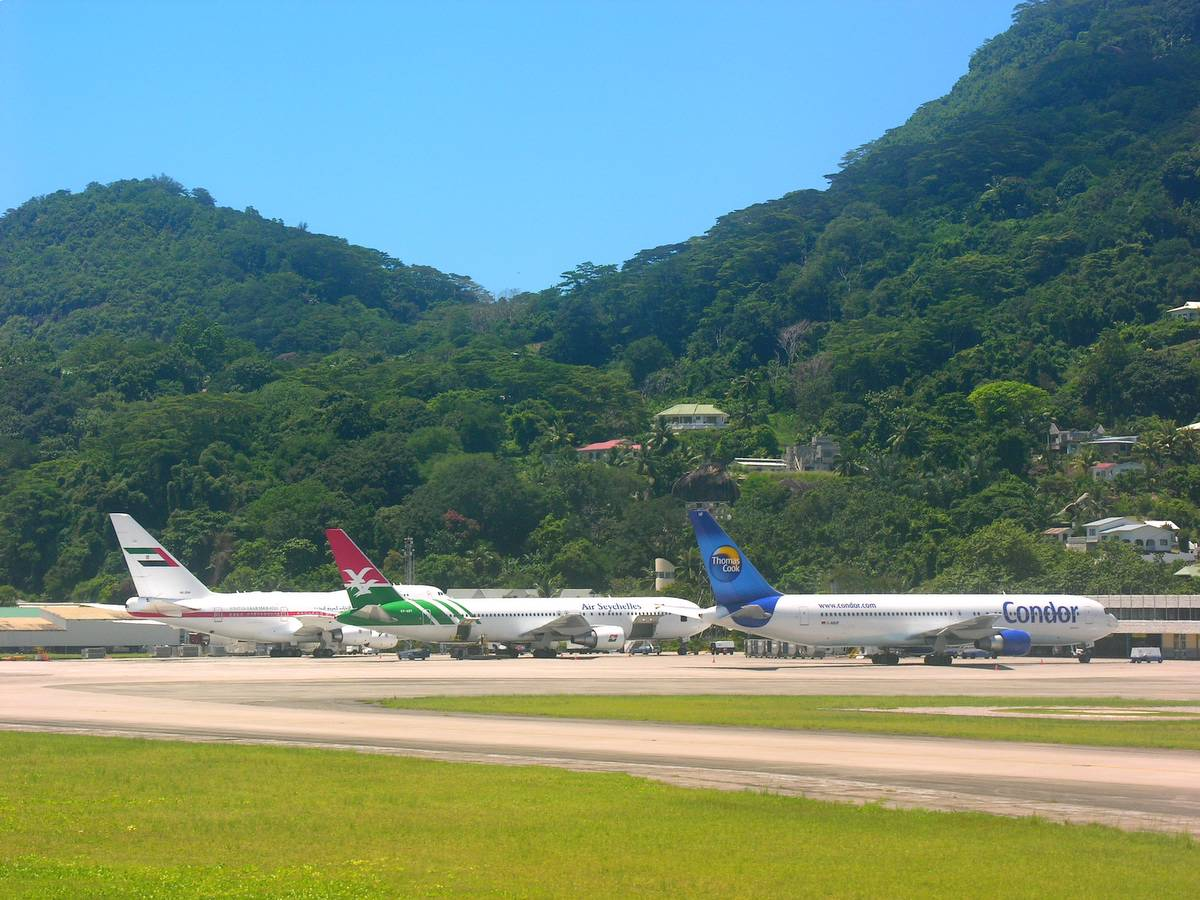
Сейшельский международный аэропорт

### Полезные ископаемые
Важнейшими полезными ископаемыми Индийского океана являются нефть и природный газ. Их месторождения имеются на шельфах Персидского и Суэцкого заливов, в проливе Басса, на шельфе полуострова Индостан. На побережьях Индии, Мозамбика, Танзании, ЮАР, островов Мадагаскар и Шри-Ланка эксплуатируются ильменит, монацит, рутил, титанит и цирконий. У берегов Индии и Австралии имеются залежи барита и фосфорита, а в шельфовых зонах Индонезии, Таиланда и Малайзии в промышленных масштабах эксплуатируются месторождения касситерита и ильменита.

### Рекреационные ресурсы
Основные рекреационные зоны Индийского океана: Красное море, западное побережье Таиланда, острова Малайзии и Индонезии, остров Шри-Ланка, район прибрежных городских агломераций Индии, восточное побережье острова Мадагаскар, Сейшельские и Мальдивские острова. Среди стран Индийского океана с наибольшим потоком туристов (по данным на 2010 год Всемирной туристской организации) выделяются: Малайзия (25 миллионов посещений в год), Таиланд (16 миллионов), Египет (14 миллионов), Саудовская Аравия (11 миллионов), Южная Африка (8 миллионов), Арабские Эмираты (7 миллионов), Индонезия (7 миллионов), Австралия (6 миллионов), Индия (6 миллионов), Катар (1,6 миллиона), Оман (1,5 миллиона).